# لي ودال
لي ودال (بالإنجليزية: Lee Woodall)‏ هو لاعب كرة قدم أمريكية أمريكي، ولد في 31 أكتوبر 1969 في كارلايل في المملكة المتحدة.

## وصلات خارجية
- لي ودال على موقع مرجع كرة القدم المحترفة.كوم (الإنجليزية)